# جيمس ماثيوز
جيمس ماثيوز (بالإنجليزية: James Matthews)‏ (29 مايو 1929 - 7 سبتمبر 2024)، هو صحفي وشاعر جنوب أفريقي، ولد في 29 مايو 1929 في بو كيب في جنوب أفريقيا.